# Eustachio Degola
Eustachio Degola (Genova, 20 settembre 1761 – Genova, 17 gennaio 1826) è stato uno scrittore, presbitero e teologo italiano, importante figura del giansenismo italiano.

## Biografia
Fu ordinato sacerdote a Genova il 17 dicembre 1785 e dal 1790 studiò teologia alla scuola dello scolopio Giovan Battista Molinelli, che aveva raccolto intorno a sé un circolo giansenista e anticuriale. Il Degola si trasferì poi in Toscana, dove frequentò altri seguaci del giansenismo italiano, quali Antonino Baldovinetti e Fabio De Vecchi, e si laureò in Teologia nell'Università di Pisa il 3 novembre 1796.

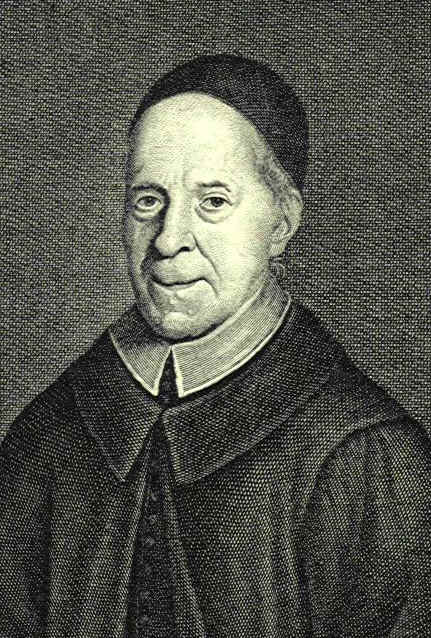
Pasquier Quesnel: teologo francese

Il 18 settembre 1786 si era aperto a Pistoia un sinodo diocesano che aveva deliberato, tra l'altro, che la Chiesa cattolica doveva preservare la purezza originaria della fede evangelica senza avere pretese di infallibilità e perciò senza introdurre nuovi dogmi e senza arrogarsi un'autorità secolare. Erano stati condannati gli abusi delle indulgenze, le processioni e le celebrazioni dei santi, ed era stata auspicata l'abolizione degli ordini monastici. Pio VI aveva però condannato le tesi del sinodo con la bolla Auctorem fidei del 28 agosto 1794.
In questa occasione il Degola appoggiò la decisione del vescovo di Noli Benedetto Solari, di non pubblicare nella sua diocesi la bolla papale ed espresse solidarietà al vescovo Scipione de' Ricci, l'animatore del sinodo pistoiese, inviandogli una memoria sulla costituzione civile del clero, opera del giansenista francese Eustache Guibaud, del quale aveva già tradotto nel 1792 un opuscolo aggiungendovi una sua prefazione, i Gemiti di un'anima penitente ricavati dalla Divina Scrittura e dai SS. Padri. Nel 1797 pubblicò anonimamente a Lugano - dove nel 1795 aveva già edita una sua anonima traduzione delle lettere di Paolo con prefazione e commento del giansenista francese Pasquier Quesnel - le Riflessioni in difesa di monsignor Scipione de' Ricci, da lui scritte in collaborazione con Vittore Sopransi.
Il 22 maggio 1797 un colpo di Stato giacobino rovesciò la vecchia Repubblica aristocratica genovese. Il Degola e il circolo giansenista cittadino appoggiarono la nuova Repubblica democratica e filo-francese, sperando di introdurvi riforme ecclesiastiche in senso anti-romano e anti-temporalista, ed esprimendosi a favore di una Chiesa nazionale che avesse una costituzione civile del clero ligure sul modello francese. Nella Costituzione della nuova Repubblica, che il 2 dicembre fu approvata a larghissima maggioranza da un referendum, alcuni articoli riguardavano la religione: i beni della Chiesa avrebbero dovuto essere venduti per pagare le spese del culto, i benefici e le sedi ecclesiastiche dovevano essere assegnati solo a sacerdoti liguri che non sarebbero più stati ordinati da Roma.

Il presbitero e politico francese Henri Grégoire

Il Degola prese parte al dibattito sul progetto costituzionale dalle colonne del settimanale «Annali politico-ecclesiastici», organo del gruppo giansenista genovese. Pur riconoscendo i principi di libertà e di eguaglianza politica, si batté contro la libertà di coscienza e di culto di ogni confessione religiosa, sostenendo l'esclusività del culto cattolico quale religione di Stato seppure resa indipendente da Roma, nell'idea che un'ordinata istruzione cristiana fosse necessaria per formare buoni cittadini e sarebbe stata di sostegno alla stessa Repubblica. Anche a tale scopo, nella sua Norma per le istruzioni religioso-politiche de' missionari nazionali della Liguria il Degola ideò un'organizzazione, approvata dal governo, di missionari che predicassero i principi religiosi e democratici. Con la Dissertazione storico-canonica sulle elezioni ecclesiastiche alle autorità costituite, al clero e al popolo della Repubblica Ligure, del 1797, e con il Rapporto e progetto di legge sull'organizzazione civile del clero, presentato al Consiglio dei sessanta nel 1799, anno nel quale Degola scrisse anche le Istruzioni famigliari sopra la verità della cristiana cattolica religione, cercò di far istituire elezioni pubbliche dei vescovi e dei parroci liguri, ma senza risultato.
Le riforme religiose furono revocate dal governo instaurato dalle armate austro-russe che occuparono Genova nel giugno del 1800, né furono reintrodotte dopo l'immediato ritorno dei francesi: per rafforzare il proprio potere Napoleone era intenzionato a raggiungere un accordo con la Chiesa cattolica, ottenuto con il concordato del 15 luglio 1801, che poneva fine alla Chiesa costituzionale sia ligure che francese. Contro l'ipotesi concordataria il Degola, che si era trasferito a Parigi dal giugno del 1801, si era battuto invano insieme con l'amico abbé Henri Grégoire: con quest'ultimo aveva partecipato al secondo, e ultimo, Concilio del clero costituzionale, rappresentando il clero italiano insieme a Francesco Maria Carrega e a Giovanni Angelo Bergancini. Contro la fine dell'esperienza costituzionalista pubblicò a Parigi, nel 1804, l'opuscolo L'ancien Clergé constitutionnel jugé par un évêque d'Italie, sintesi di uno scritto del vescovo Benedetto Solari.
A Parigi frequentò, oltre al Grégoire, il vescovo di Versailles Augustin-Jean-Charles Clément, del quale scrisse il necrologio Faits historiques de la vie du revèrendissime évêque de Versailles Mr. Clément mort à Paris le 15 mars 1804, e tutto il folto circolo dei giansenisti, riuniti nella Société de philosophie chrétienne, della quale fu membro, e nella parrocchia di Saint-Séverin. Collaborò alla rivista Annales de la religion, scrisse la Relation de ce qui s'est passé à l'archevêché de Paris relativement au clergé constitutionnel de Saint Etienne du Mont e un opuscolo contro il primato papale, rimasto incompiuto. La visita alle rovine di Port-Royal-des-Champs gli ispirò Su Porto Reale. Pellegrinaggio. Professione di fede, e i versi delle Effusions de coeur rimées à Port-Royal.

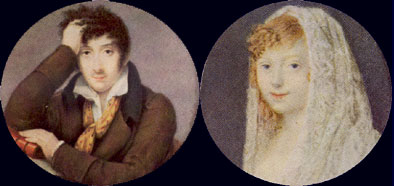
Miniatura di Alessandro ed Enrichetta Manzoni

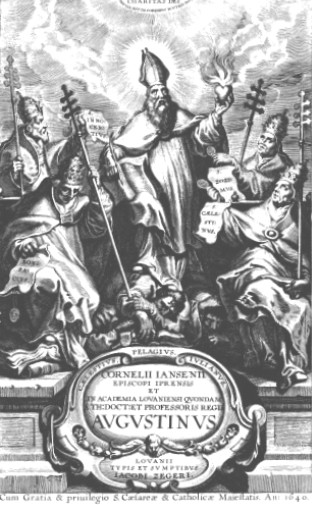
LAugustinus di Giansenio

Ritornato nell'ottobre del 1805 in una Genova che era parte integrante dell'Impero napoleonico, rotti i rapporti con il vescovo de' Ricci che aveva ritrattato le sue convinzioni gianseniste, si vide anche inibire la confessione dall'arcivescovo Giuseppe Spina. Egli mantenne le sue posizioni, integrandole con la convinzione millenarista di una non lontana seconda venuta di Cristo sulla terra. Nell'ottobre del 1808 tornò in Francia, invitato dal Grégoire per la commemorazione della distruzione di Port-Royal e si trattenne a Parigi, dove conobbe, tramite il giansenista Giambattista Somis, Alessandro ed Enrichetta Manzoni.
I Manzoni, già sposati a Milano con rito civile e calvinista, il 15 febbraio 1810 si sposarono a Parigi con rito cattolico e il Degola si assunse il compito di istruire alla nuova fede la già calvinista Enrichetta, che abiurò il 22 maggio 1810 nella chiesa di Saint-Séverin, luogo noto per essere un circolo giansenista: Degola pronunciò in quella occasione una Exhortation, nella quale prefigurava un prossimo rinnovamento del cristianesimo. Con i Manzoni il Degola si mantenne poi in contatto epistolare e dello scrittore apprezzò in particolare le Osservazioni sulla morale cattolica.
Dedicò la Justification de fra Paolo Sarpi ou Lettres d'un prêtre italien à un magistrat français sur le caractère et les sentiments de cet homme célèbre al giurista giansenista Pierre Jean Agier, che la fece pubblicare anonima nel 1811, sostenendo l'ortodossia del Sarpi, nel quale vedeva anzi, con le sue critiche al gesuitismo e all'invadenza curiale e papale, un seguace del giansenismo, piuttosto che un protestante mascherato. Tornato a Genova nell'estate del 1810, si occupò dell'istruzione religiosa degli allievi dell'Istituto per sordomuti fondato dallo scolopio Ottavio Assarotti, scrivendo nel 1815 il libretto della pantomima I tre fanciulli nella fornace ardente, e due opuscoli pedagogici, Memoria sul metodo dell'insegnamento mutuo, del 1819, e I sordomuti del Reale Istituto, ossia Memoria sull'istruzione ed educazione di questa classe d'infelici, del 1820.
Nel 1820 apparve anche, a Lipsia e anonima, il suo Catechismo de' Gesuiti esposto ed illustrato in conferenze storico-teologico-morali, l'opera più importante del Degola, che rappresenta un attacco alla morale lassista dei gesuiti e una difesa dell'Augustinus di Giansenio, già condannato da Urbano VIII e difeso da Pascal nelle sue Lettere provinciali. Al Catechismo seguì il Saggio di osservazioni sulla Chiave dell'Apocalisse esposta da Francesco Ricardi, però non pubblicato, ove il Degola rintracciava nell'Apocalisse la profezia della conversione degli ebrei quale preludio della seconda parusia di Cristo. Un tema, questo, ripreso nell'incompiuto e inedito Sulla conversione degli ebrei del 1821. Di un'altra sua opera, scritta nel 1824, I doveri della vita cristiana compendiati nella orazione domenicale, fu impedita la pubblicazione dalle autorità ecclesiastiche.
Eustachio Degola morì a Genova il 17 gennaio 1826 e fu sepolto nel cimitero di Sestri Ponente. In Liguria fu vietato di celebrarlo, mentre l'amico Grégoire ne scrisse un necrologio sulla Revue encyclopédique.